# Михайлов, Андрей Васильевич
Андре́й Васи́льевич Миха́йлов (18(31) января 1904, Санкт-Петербург — 15 марта 1996, Москва) — советский инженер-гидротехник, доктор технических наук, профессор, главный инженер строительства многих ГЭС, в том числе Волжской ГЭС им. XXII съезда КПСС, заслуженный деятель науки и техники РСФСР, лауреат Сталинской премии, кавалер орденов Ленина, Герой Социалистического Труда, заведующий кафедрой водного хозяйства и морских портов МИСИ им. В. В. Куйбышева (1967—1982).

## Биография
Андрей Михайлов родился 18 (по старому стилю) января 1904 года в Санкт-Петербурге в дворянской семье, отец работал инспектором судоходства. Среднюю школу окончил в 1919 году (в 15 лет), после чего два года работал транспортным агентом в Петрокоммуне. В 1921 году поступил на инженерно-строительный факультет Петроградского политехнического института, который успешно окончил в 1926 году.
После института работал на изысканиях, проектировании и строительстве ирригационных сооружений в Узбекистане (в долине реки Зеравшан), в Камско-Печорпском проектно-изыскательском управлении (Ленинград) и в Управлении водных путей. С февраля 1932 года по совместительству был ассистентом кафедры плотин и водных путей Ленинградского гидротехнического института (отраслевого вуза Ленинградского политехнического института). В 1935 году выслан из Ленинграда как «социально чуждый элемент». Во время ссылки работал на проектировании и строительстве Иваньковского и Куйбышевского гидроузлов. В годы Великой Отечественной войны был главным инженером военно-полевого строительства, начальником бюро Главпромстроя НКВД на строительстве Широковской ГЭС на Урале, восстанавливал Беломорканал.
В 1947 году защитил кандидатскую диссертацию на тему «Методы определения основных элементов головных систем питания камерных шлюзов».
После войны проектировал Цимлянский гидроузел и Волго-Донской судоходный канал, за что в 1950 году был удостоен Сталинской премии 2-й степени «за выдающиеся изобретения и коренные усовершенствования методов производственной работы». В дальнейшем работал главным инженером проекта на строительстве Волжской ГЭС (тогда Сталинградской).
В 1958 году защитил докторскую диссертацию в 3 томах на тему «Теория и методика гидравлического расчёта шлюзов с учётом неустановившегося движения воды в камерах и подходах».
За выдающиеся успехи, достигнутые в сооружении Волжской ГЭС им. XXII съезда КПСС, большой вклад, внесенный в разработку и внедрение новых технических решений и прогрессивных методов труда в строительстве гидросооружений, удостоен 9 сентября 1961 года звания Героя Социалистического Труда.
С 1962 года был заместителем главного инженера Гидропроекта в Москве и начальником отдела волнозащитных сооружений. В 1964 году получил почётное звание Заслуженного деятеля науки и техники РСФСР и учёное звание профессора. Работал в Московском инженерно-строительном институте, где с 1967 по 1982 год заведовал кафедрой водного хозяйства и морских портов (до вхождения этой кафедры в состав кафедры гидротехнических сооружений).
Ушёл из жизни 15 марта 1995 года.